# Bir Zamanlar Anadolu'da
Bir Zamanlar Anadolu'da (en turc Vet aquí una vegada a Anatòlia) és una pel·lícula dramàtica turca, coescrita i dirigida per Nuri Bilge Ceylan basada en l'experiència real d'un dels escriptors de la pel·lícula, que narra la història d'un grup d'homes que busquen un cadàver a les estepes d'Anatòlia. La pel·lícula, que es va estrenar a nivell nacional en tota Turquia el 23 de setembre de 2011, es va projectar per primera vegada al 64è Festival Internacional de Cinema de Canes, on va ser coguanyadora del Gran Premi.

## Sinopsi
La vida en una petita ciutat s'assembla a un viatge enmig de les estepes: la impressió que una cosa nova i diferent» sorgirà de cada turó, encara que les carreteres resultin sempre monòtones, interminables i inevitablement iguals.

## Repartiment
- Muhammet Uzuner com a doctor Cemal.
- Yılmaz Erdoğan com a comissari Naci.
- Taner Birsel com a fiscal Nusret.
- Ahmet Mümtaz Taylan com el xofer Arap Ali.
- Fırat Tanış com Kenan, sospitós.
- Ercan Kesal com Muhtar.
- Cansu Demirci com a filla de Muhtar.
- Erol Eraslan com Yaşar, víctima d'assassinat.
- Uğur Arslanoğlu com Tevfik, conductor del Palau de Justícia.
- Murat Kılıç com a oficial de policia İzzet.
- Şafak Karali com Abidin, secretari del Palau de Justícia.
- Emre Şen com a sergent Önder.
- Burhan Yıldız com Ramazan, sospitós.
- Nihan Okutucu com Gülnaz, esposa de Yaşar.

## Producció
El director Nuri Bilge Ceylan es va criar en una petita ciutat similar a la de la pel·lícula en termes de mentalitat i jerarquia, i diu que sent una estreta relació amb els personatges representats. La història està basada en fets reals. Un dels coescriptors de Ceylan era un doctor real i, amb la finalitat d'aconseguir la seva llicència, es va veure obligat a treballar durant dos anys a la ciutat on es desenvolupa la trama. La història de la pel·lícula està basada en fets molt similars als que el coescriptor va experimentar durant aquest període. El títol de la pel·lícula fa referència a la pel·lícula de Sergio Leone C'era una volta il West, i que un dels conductors va pronunciar durant els esdeveniments reals. En escriure el guió, els realitzadors van tractar de ser el més realistes possible i el principal objectiu era retratar l'atmosfera especial que havia deixat una forta impressió en el metge. Diverses cites dels contes d'Anton Txèkhov es van incorporar en el guió.
La pel·lícula va ser produïda per Zeyno Film de Turquia, en coproducció amb la companyia de Bòsnia Production2006 Sarajevo i les companyies turques NBC Film, 1000 Volt Post Production, la Corporació Turca de Ràdio i Televisió, Imaj i Fida Film. El rodatge va tenir lloc durant onze setmanes als voltants de Keskin, un districte de la província de Kırıkkale a Anatòlia Central. Es va rodar en format CinemaScope.

## Premis

### Va guanyar
- 2011 - Premi Àsia-Pacífic per Assoliment en cinematografia (Gökhan Tiryaki)
- 2011 - Premi Àsia-Pacífic per Assoliment en direcció (Nuri Bilge Ceylan)
- 2011 - Premis Àsia-Pacífic: Gran Premi del Jurat (Zeynep Özbatur)
- 2011 - Festival de Canes: Gran Premi del Jurat a la Millor pel·lícula
- 2011 - Festival Internacional de Cinema de Karlovy Vary: Premi Netpac (Nuri Bilge Ceylan)

### Nominacions
- 2011 - Premi Àsia-Pacífic a la Millor pel·lícula
- 2011 - Premi Àsia-Pacífic al Millor guió
- 2011 - Festival de Canes: Palma d'Or (Nuri Bilge Ceylan)
- 2011 - Festival Internacional de Cinema de Manila (Cinemanila): Premi Lli Brocka per Competició internacional
- 2011 - Festival de Cinema del Sud a Oslo al Millor llargmetratge

## Recepció
David Calhoun va comentar la pel·lícula per al Time Out London: «Ceylan és un artista de la pantalla astut i audaç de primer ordre i hauria de rebre elogis salvatges amb aquesta nova pel·lícula per desafiar-se tant a si mateix com a nosaltres, el públic, amb aquest retrat prolongat, rigorós i magistral del dia i la nit en la vida d'una recerca criminal». Calhoun va comparar la pel·lícula amb treballs anteriors del director i va assenyalar com, en menor mesura, segueix les convencions del gènere: «Presentant un nou interès en les paraules i la història (encara que sigui de la classe més difícil d'aconseguir), a Bir Zamanlar Anadolu'da se sent un canvi de direcció de Ceylan i pot decebre als que es van sentir atrets sobretot per la melancolia urbana d' Uzak i İklimler. Més enllà de ser cronològica, la pel·lícula no segueix un patró de narració de contes obvi. Les coses succeeixen quan han de succeir i a un ritme natural. Ceylan ens convida al viatge, però només si estem interessats».
La pel·lícula va rebre el segon premi més prestigiós del Festival de Cannes, el Gran Premi del Jurat, en una victòria compartida amb la pel·lícula El nen de la bicicleta dels germans Dardenne.
La pel·lícula va ser seleccionada com la presentació oficial de Turquia per al Oscar a la millor pel·lícula estrangera, però no va passar a la preselecció.